# Melinaea aequatoriensis
Melinaea aequatoriensis är en fjärilsart som beskrevs av Ferreira D'almeida 1951. Melinaea aequatoriensis ingår i släktet Melinaea och familjen praktfjärilar. Inga underarter finns listade i Catalogue of Life.